# Riksidrottsförbundet
Sveriges Riksidrottsförbund (RF), bildat 31 maj 1903 som Svenska gymnastik- och idrottsföreningarnas riksförbund, är en paraplyorganisation för svenska idrottsrörelsen. Nuvarande namn antogs 1947,
Riksidrottsförbundet har tre miljoner medlemmar i 22 000 föreningar.
Förbundets ordförande sedan 2023 är Anna Iwarsson.
Verksamheten finansieras till största delen av svenska staten.

## Syfte
Riksidrottsförbundets främsta uppgift är att stödja medlemsförbunden och företräda idrottsrörelsen i kontakter med bland annat myndigheter och  politiker. Det kan exempelvis handla om att påvisa idrottens positiva värden i kontrast till det negativa som ibland får massmedial uppmärksamhet. En annan viktig uppgift för Riksidrottsförbundet är den strategiska ledningen. Det kan handla om vilken strategi idrotten ska välja när det gäller till exempel finansiering, organisationsformer och kommunikation men också inriktning på och innehåll i verksamheten.

## Organisation
I Sverige finns: 
- 20 distriktsidrottsförbund (DF)
- 72 specialidrottsförbund (SF)
- omkring 833 specialdistriktsidrottsförbund (SDF)
- omkring 20 000 idrottsföreningar

IdrottOnline är ett gemensamma administrations- och informationsverktyg, som ägs av Riksidrottsförbundet och kostnadsfritt finns till förfogande för idrottsföreningar anslutna till RF.
Riksidrottsförbundet och flera specialidrottsförbund har sina kanslier i Idrottens hus i Stockholm, men de större förbunden har ofta sina kanslier på annat håll.

## Historik

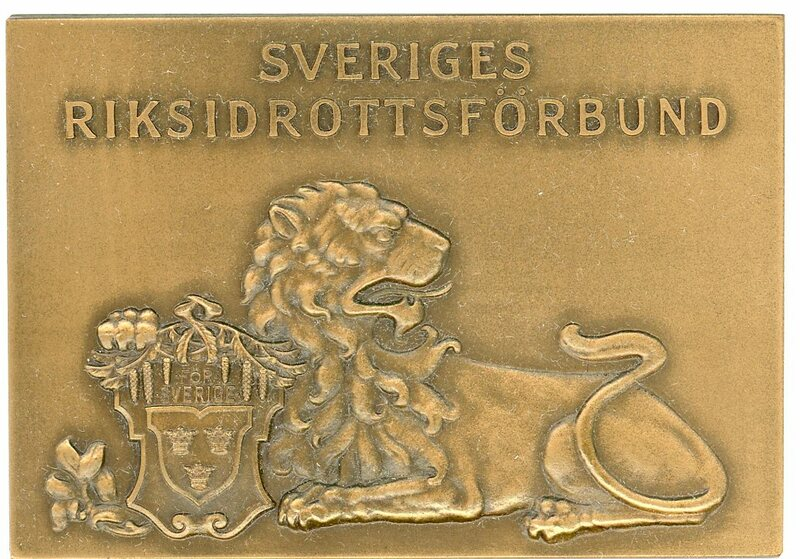
Riksidrottsförbundets plakett, brons

Riksidrottsförbundet bildades 1903 men har egentligen sin bakgrund i flera parallella rikstäckande organisationer som bildades under 1890-talet. Denna utveckling på riksnivå kom till stånd sedan en mängd lokala idrottsföreningar, i en första omgång framför allt inom gymnastik och rodd, bildats under 1880-talet. Svenska Gymnastikförbundet som bildades 1893 och Idrottsföreningen Kamraterna, vars centralstyrelse bildades 1895, kom att få en viktig roll för utvecklingen av svensk idrott i stort. Därtill fanns Svenska idrottsförbundet, som bildades 1895 i Göteborg.
Idrottsorganisationer fanns dock i Sverige även innan dess. Upsala simsällskap bildades redan 1796 och Kungliga Svenska Segelsällskapet bildades 1832. Det var dock från 1880-talet som den organiserade idrotten tog verklig fart.
Sveriges allmänna idrottsförbund bildades 1897, och hade som huvudsaklig uppgift att ekonomiskt stödja idrotten samt att organisera större idrottsevenemang. 1899 byttes namnet till Sveriges centralförening för idrottens främjande. Från 1908 hade centralföreningen tillgång till en fond som skapats genom lotteri, och från 1913 till 1931 utgick statsbidrag till idrotten, dels genom centralförbundet och dels genom riksförbundet.
Svenska gymnastik- och idrottsföreningarnas riksförbund bildades 1903 för att samla ihop de spridda och delvis konkurrerande organisationerna på riksnivå under en gemensam organisation. Under de tidiga åren stod dock vissa idrotter utanför denna organisation. Riksförbundet skapade 1904 sektioner, senare benämnda specialförbund, och 1906 infördes en distriktsorganisation. Från 1931 var Riksidrottsförbundet ensam mottagare av statsbidraget till idrotten.
1947 antogs nuvarande namn, Sveriges Riksidrottsförbund (RF).

## Lista över ordförande
Följande personer har varit ordförande i Riksidrottsförbundet:
- Kronprins Gustaf Adolf (senare Gustaf VI Adolf), –1933
- Prins Gustaf Adolf, 1933–1947
- Prins Bertil, 1947–1991
- Arne Ljungqvist, 1991–2001
- Gunnar Larsson, 2001–2005
- Karin Mattsson Weijber, 2005–2015
- Björn Eriksson[11], 2015–2023
- Karl-Erik Nilsson[12][13][14], maj–oktober 2023
- Anna Iwarsson, oktober 2023– (tf mellan oktober 2023 och januari 2024)[15]